# 瓦莱里娅·梅萨利娜

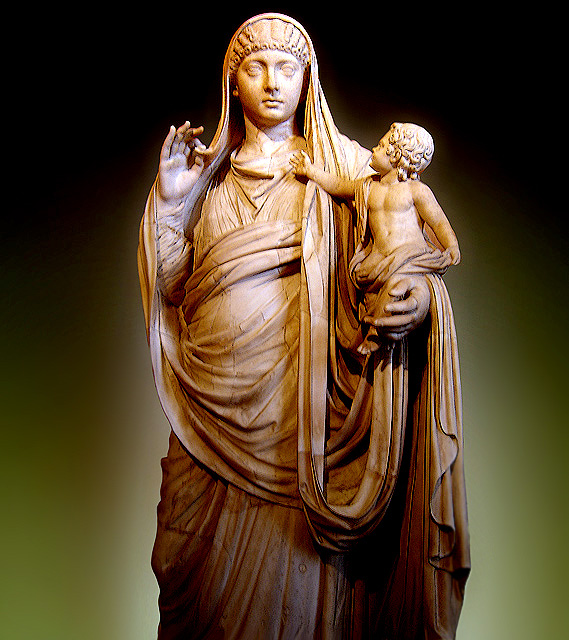
梅薩利娜和他的兒子

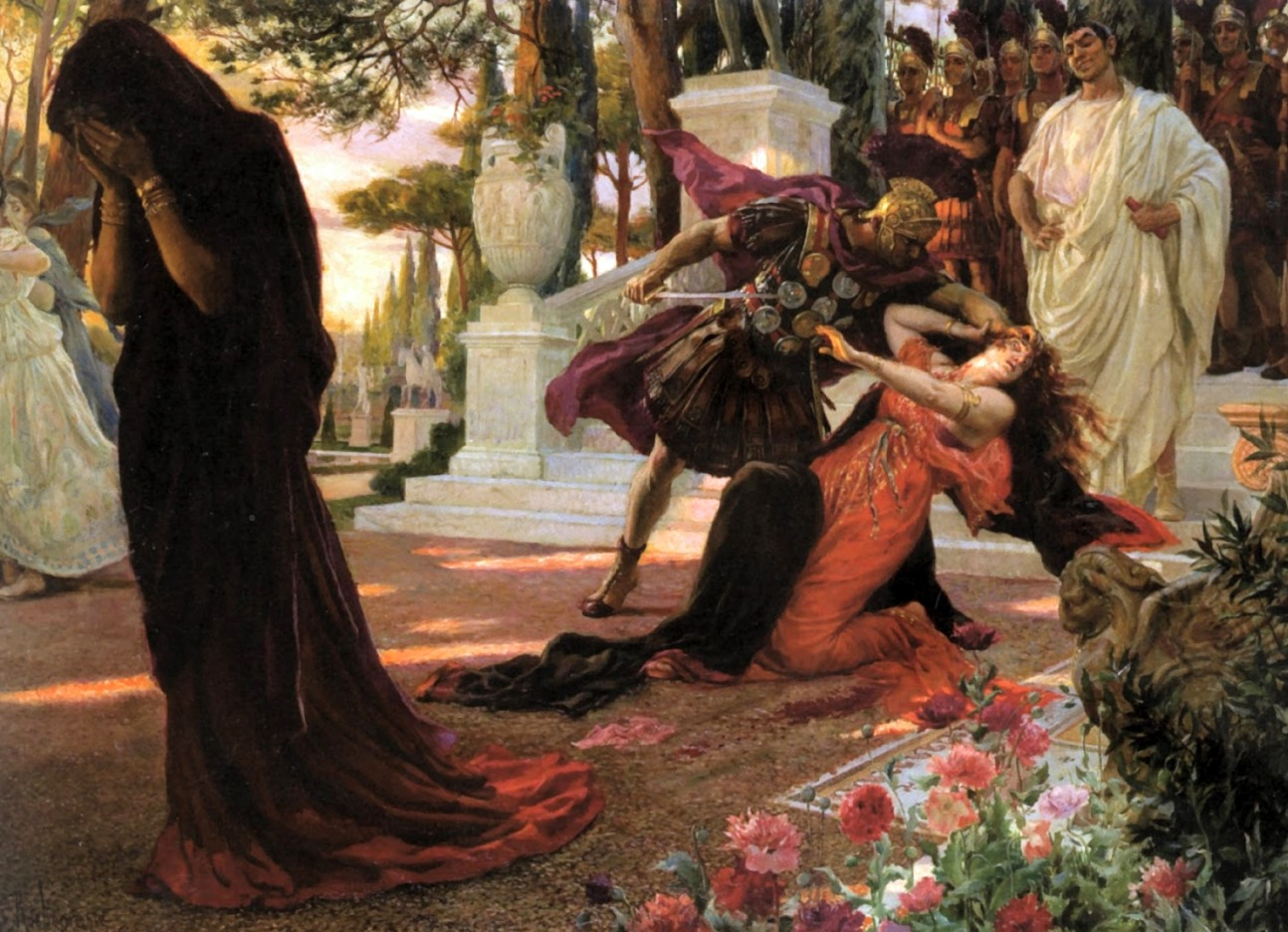
梅薩利娜之死

瓦萊里婭·梅薩利娜（拉丁語：Valeria Messalina；約17年（或20年）—48年）是羅馬皇帝克勞狄一世的第三任妻子。 她是尼祿皇帝的表姊，卡利古拉皇帝兩代外的表妹，小屋大薇的曾孫女。 她是一位以濫交而聞名的有權勢和有影響力的女性，據稱她密谋反对她的丈夫，並在陰謀被發現後被處決。她的臭名昭著可能源於政治偏見，但許多藝術和文學作品以其為主題。